# 장충성당

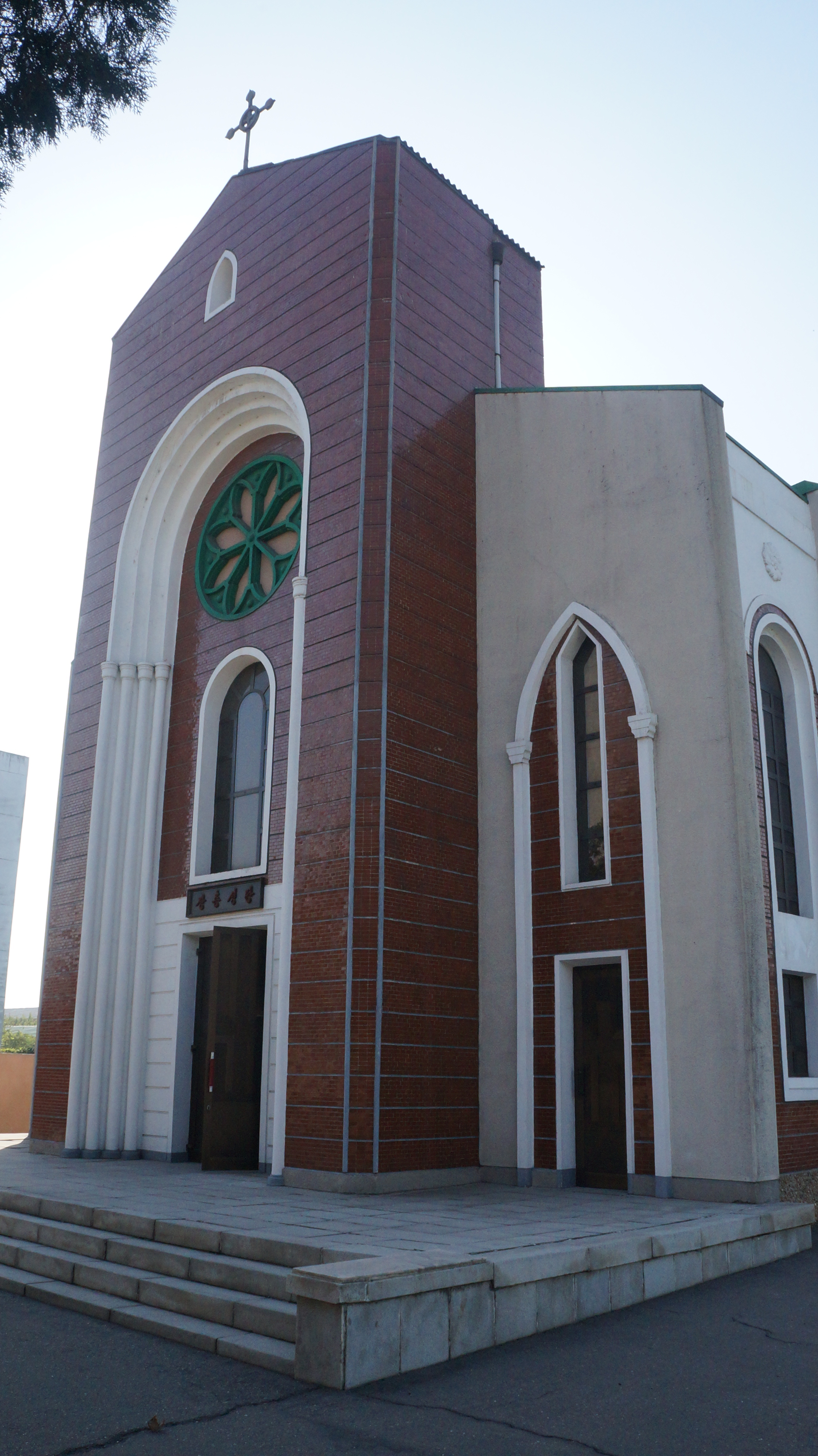
장충성당

장충성당(長忠聖堂)은 조선민주주의인민공화국 평양직할시 선교구역에 위치한 로마 가톨릭교회 성당이다. 4개의 교회는 모두 평양에 있으며 조선카톨릭교협회가 관할한다.

## 역사

### 조선의 예루살렘
한반도 분단 이전의 평양은 조선에서 기독교 신자가 많았기 때문에 "조선의 예루살렘"이라고 불렀다. 1945년 광복 이전까지 평양 시민 6명 가운데 1명이 기독교 신자이기도 했다. 한반도 북부에는 평양에만 단일 교구로 편성되어 있었다.

### 비우호적인 공권력
한반도 분단 이후에 수립된 김일성의 공산주의 정부는 기독교도를 "제국주의의 협력자" 또는 "간첩"이라고 비난하고 이들을 박해했다. 이 때문에 기독교도 출신의 독립운동가였던 조만식은 김일성보다 영향력 있는 인물로 여겨져 체포되어 사살당했다. 가톨릭 공동체 가운데 상당수는 처형되거나 투옥되었고 가톨릭 신자 가운데 일부는 월남했다. 1949년 평양 최후의 로마 가톨릭교회 주교였던 홍용호는 공산주의 정부에 의해 투옥되었다가 실종되었다.
19세기 후반에 세워진 옛 성당은 한국 전쟁 당시에 미국군에 의해 파괴되었다. 1988년에 새로운 성당이 문을 열었다. 동시에 특정 교파에 속하지 않는 2개의 "개신교" 교회는 조선민주주의인민공화국 정부가 종교의 자유를 선전하기 위한 차원에서 개설되었다.

## 운영
조선민주주의인민공화국은 현재 성좌와 적대 관계에 있기 때문에 주교는 물론 사제조차 없다. 그러므로 일반적인 주일에 이 성당에서 진행되는 행사는 미사가 아닌 공소예절에 해당한다. 다만 남한이나 외국의 사제가 방문하여 정식 미사나 견진성사 등을 진행하기도 한다. 한국 천주교 주교회의 민족화해주교특별위원회에서도 몇차례 방북하여 사제가 미사를 집전한 적이 있다.

## 같이 보기
- 조선카톨릭교협회
- 조선그리스도교련맹